# Armand Arapian
 (mars 2023).
Si vous disposez d'ouvrages ou d'articles de référence ou si vous connaissez des sites web de qualité traitant du thème abordé ici, merci de compléter l'article en donnant les références utiles à sa vérifiabilité et en les liant à la section « Notes et références ».
Armand Arapian, né le 1er janvier 1953 à Marseille, est un baryton-basse français d'origine grecque et arménienne.

## Biographie
Armand Arapian fait ses études au conservatoire national supérieur de musique et de danse de Paris dans les classes de Janine Micheau et Xavier Depraz. Il fait ses débuts sur scène à Limoges en 1977 dans le rôle de Figaro des Noces de Figaro. Jacques Karpo, directeur de l'Opéra de Marseille l'engage très régulièrement dès sa sortie du conservatoire. Il chante depuis sur de très nombreuses scènes européennes. Il est marié à Muriel Denzler, co-directrice d'Operabase jusqu'en 2018. Il a trois enfants.

## Répertoire
Armand Arapian est particulièrement à son aise dans les personnages "noirs" tels Golaud (Pelléas et Mélisande), Pizzaro (Fidelio), Macbeth, Gérard (Andrea Chénier), Rigoletto, dont il fait toujours ressortir la petite part d'humanité suscitant la pitié. 
Interprète privilégié du répertoire français, il a déjà interprété Golaud plus de 100 fois. Il débute ce rôle au Staatsoper de Berlin en 1991, dans la mise en scène de Ruth Berghaus et sous la direction de Michael Gielen. Les deux autres rôles qu'il a le plus chanté sont Escamillo (Carmen) (plus de 70 fois) et les quatre diables des Contes d'Hoffmann (plus de 50 fois, entre autres au Staatsoper de Vienne). Il participe à la redécouverte d'œuvres françaises oubliées et interprète Ralph (La Jolie Fille de Perth), Rebolledo (Les Diamants de la couronne), Hoël (Dinorah), Judas (Marie-Magdeleine) ou le rôle-titre de Charles VI.
Il est aussi fréquemment appelé à défendre un répertoire plus contemporain, et insuffle son énergie à des personnages tels : 
- Christophe Colomb (Christophe Colomb / Darius Milhaud): première scénique française, Opéra de Marseille, 1985
- Freud (Le Visiteur / Stavros Xarhakos): création, Théâtre impérial de Compiègne, 2000
- Le Général (Le Balcon / Péter Eötvös): création, Festival d'Aix en Provence, 2002
- Le Peintre (Et si Bacon... / François Cattin): création, Temple allemand de La Chaux-de-Fonds, 2005

Mais aussi :
Rivière (Volo di notte/Luigi Dallapiccola), Mittenhofer (Elegy for young Lovers/Hans Werner Henze), Valmont (Les liaisons dangereuses/Claude Prey), Prospero (Un re in ascolto/Luciano Berio).

## Enregistrements
- Golaud (Pelléas et Mélisande), Naxos
- Ralph (La jolie fille de Perth), TFM
- Polyphème (Polyphème), Timpani
- Komitas, Armenian songs and dances, Dinemec Classics

## Distinctions
- Premier prix de Chant 1975, à l'unanimité avec félicitations du jury, Conservatoire national supérieur de musique et de danse de Paris
- Premier prix d'Art Lyrique 1976, Conservatoire national supérieur de musique et de danse de Paris
- Victoires de la musique 1997, pour sa participation à la représentation lyrique de l'année (Golaud/Pelléas et Mélisande)
- Orphée d'Or de l'Académie du Disque Lyrique 2004, pour sa participation à l'enregistrement de Polyphème (rôle titre)
- Nomination au Grammy Awards 2010, pour sa participation à l'enregistrement "live" de Saint François d'Assise (Frère Bernard) Grammy Award for Best Opera Recording